# Rebecca Horn
Rebecca Horn  (Michelstadt, 24 de marzo de 1944-Bad König, 6 de septiembre de 2024) fue una artista visual alemana conocida por sus instalaciones artísticas, ser directora de cine y por sus modificaciones de cuerpo como Einhorn (Unicornio), un traje corporal con un gran cuerno que se proyecta verticalmente desde el casco, y Pencil Mask, un arnés para la cabeza con muchos lápices proyectándose hacia afuera. La reflexión de Rebecca Horn gira en torno al cuerpo, su extensión y “maquinización”. El cuerpo es objeto y debe ser manipulado para exaltar sus posibilidades. Hace una indagación de las formas corporales, de su sensibilidad no explotada y el espacio que las contiene, a través de la escultura, el video, la instalación, la performance y el cine. En la búsqueda constante de la multiplicidad del cuerpo, Horn se obliga para configurar un proceso creativo superior al anterior. En mayo-agosto de 2005 la Galería Hayward en Londres celebró una retrospectiva de Rebecca Horn. Dirigió las películas: Der Eintänzer (1978), La ferdinanda: Sonate für eine Medici-Villa (1982) y Buster's Bedroom (1990). Horn vivió en Hamburgo hasta 1971, en Londres durante un breve período y desde 1973 en Berlín.

## Biografía

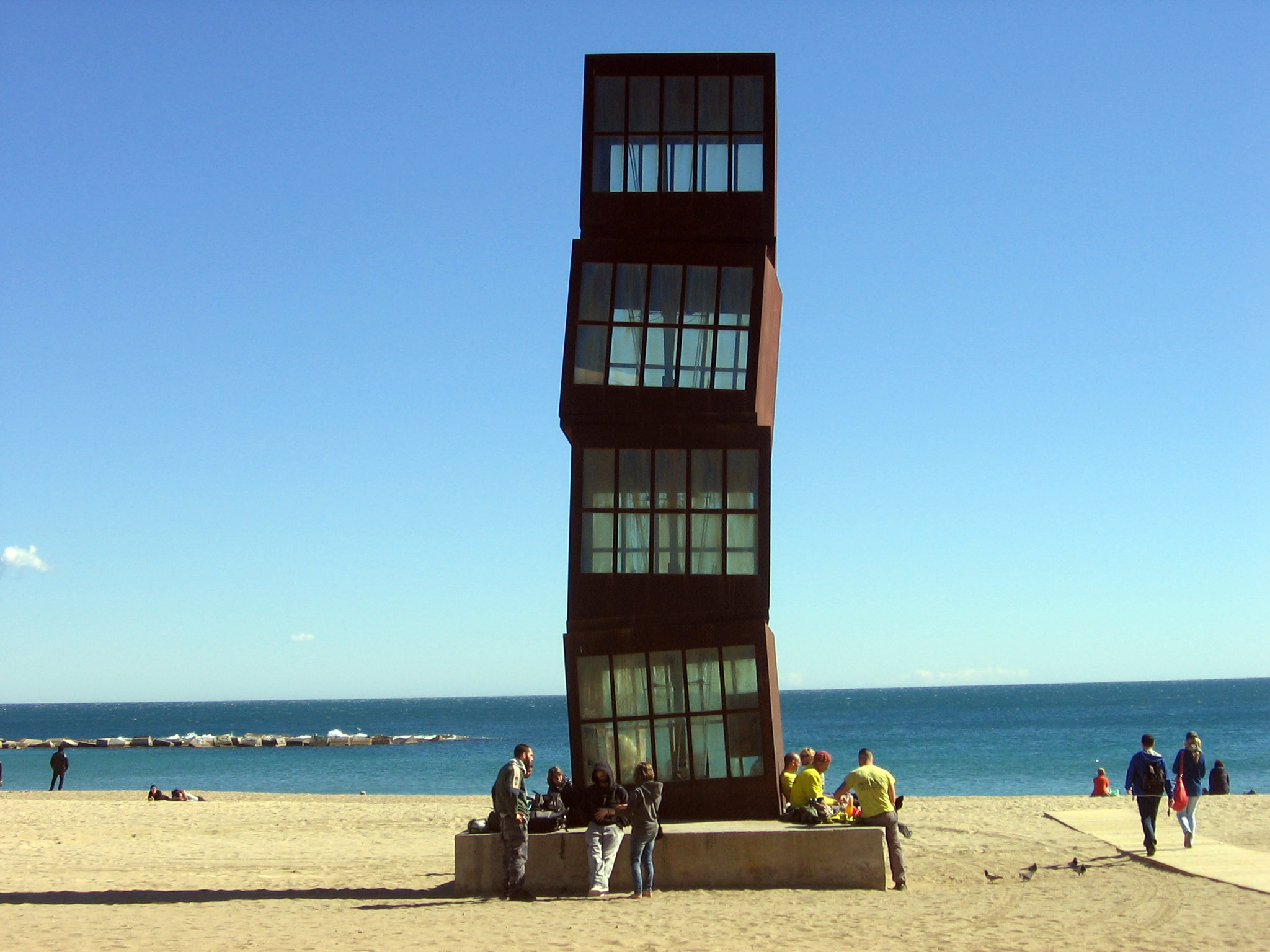
La estrella herida (1992), Paseo Marítimo de la Barceloneta, Barcelona.

Nació el 24 de marzo de 1944 en Michelstadt, Alemania. Pasó la mayor parte de su infancia en internados y a los diecinueve años se rebeló contra el plan de sus padres de estudiar economía y decidió acudir a la Academia de Bellas Artes de Hamburgo (Hochschule für Bildende Künste) (1964-1970).  Una dolencia pulmonar a causa de trabajar con fibra de vidrio y resinas sin la debida protección la forzó al cambio. En cama, comenzó a dibujar con pinturas de madera. Durante esta etapa comenzó a crear sus primeras esculturas corporales elaboradas con madera y tela.

En 1964 tenía veinte años de edad y vivía en Barcelona, en uno de esos hoteles que alquilan habitaciones por horas. Trabajaba con fibra de vidrio, sin marcarilla, porque nadie dijo que era peligroso, y enfermé mucho. Durante un año estuve en un sanatorio. Mis padres murieron. Estaba totalmente aislada

Tenía que tomar grandes cantidades de antibióticos y dormía muchas horas para tener energía suficiente que le permitiera actuar normalmente. Podía, sin embargo, trabajar con materiales más suaves y cuando estaba en la cama dibujaba con pinturas de madera (que aún son su medio favorito para dibujar). También empezó poco a poco a salir de su aislamiento autoimpuesto y empezó a crear escultura y extrañas extensiones con madera de balsa y tela. «Comencé a producir mis primeras esculturas corporales. Podía coser tumbada en la cama». Su intención era sofocar «su soledad comunicándose a través de formas corporales».
A finales de los años 60 empezó a experimentar la performance.  Una mujer joven y “burguesa” está lista para casarse. Está vestida para la ocasión: luce un cuerno blanco que le crece de la cabeza y se sostiene de su cuerpo por unas fajas. La chica camina por el campo rozando el trigo con sus caderas. La pieza se titula Einhorn (Unicornio).
Cuando Horn regresó a la academia de Hamburgo trabajaba con extensiones corporales acolchadas y vendas protésicas. A finales de los años sesenta empezó a crear arte de performances y siguió usando extensiones corporales.
Sufrió un derrame cerebral en 2015, tras lo cual se retiró de la vida pública. Horn falleció el 6 de septiembre de 2024 en Bad König, Hesse, Alemania, a los 80 años.

## Obras destacadas
Unicornio'' es una de las piezas de performance más conocidas de Horn. Su tema es una mujer descrita por Horn como «muy burguesa» que tiene «veintiún años de edad y preparada para casarse. Gasta su dinero en nuevo mobiliario para el dormitorio», camina por un campo y bosque en una mañana de verano luciendo sólo un cuerno blanco que sobresalía directamente desde la parte frontal de la parte superior de su cabeza y las correas que lo sujetaban allí. Estas correas son casi idénticas a las lucidas en el cuadro de Frida Kahlo titulada Columna rota. La imagen, con el trigo flotando alrededor de las caderas de la mujer, es simultáneamente mítica y moderna.
'Pencil Mask' («Máscara de lápices») es otra pieza de extensión corporal, hecha de seis correas horizontales y tres correas verticales. Donde en las correas se ha unido un lápiz. Cuando se mueve el rostro hacia delante y hacia atrás cerca de una pared el lápiz hace marcas que se corresponden directamente con sus movimientos.
'Finger Gloves' («Guantes de dedos») es una pieza de performance y el principal puntal de esa pieza de performance y se hizo en 1972. Se lucen como guantes, pero la forma del dedo se extiende con madera de balsa y tela. Al ser capaz de ver lo que estaba tocando y la manera en la que lo estaba tocando, sentía como si sus dedos estuvieran extendidos y en su mente se creaba la ilusión de que realmente estaba tocando lo que las extensiones estaban tocando. Hay otra pieza que hizo muy parecida a esta última. Es parte de su serie de Ejercicios berlineses hecha en 1974 llamada «tocando las paredes con ambas manos al mismo tiempo». En esta pieza ella hizo más guantes con extensiones de dedos, pero esta vez tan medidas que específicamente encajan en el espacio seleccionado. Si el participante elegido permanecía en medio de la habitación, podían tocar con exactitud las paredes opuestas al mismo tiempo.
Otra pieza que implica la ilusión de sentimiento y la mano de uno es 'Feather Fingers.' («Dedos de pluma», 1972). Una pluma se une a cada dedo con un aro de metal. La mano se convierte en «tan simétrica (y tan sensitiva) como el ala de un pájaro». Cuando tocaba el brazo opuesto con estos dedos de plumas uno puede sentir el toque del brazo izquierdo y de los dedos en la mano derecha moviéndose como si tocaran el brazo izquierdo pero es en lugar de ello las plumas las que contactan. Rebecca Horn describe el efecto: «Es como si una mano se hubiera desconectado de repente de la otra como dos cosas completamente ajenas la una a la otra». «Mi sentido del tacto queda tan trastocado que el comportamiento diferente de cada mano suscita sensaciones contradictorias». Esta pieza se centra en gran medida sobre la sensibilidad.
Rebecca Horn sigue explorando la imagen de las plumas en sus obras de los años 1970 y 80. Muchas de sus piezas con plumas envuelven una figura en una especie de capullo o funcionan como máscaras o abanicos que cubren o aprisionan el cuerpo. Algunas de estas piezas son 'Cockfeather' («Pluma macho», 1971), 'Cockfeather Mask' («Máscara de pluma macho», 1973), 'Cockatoo Mask' («Máscara de cacatúa», 1973), 'Paradise Widow' («Viuda del paraíso», 1975), y 'The Feathered Prison Fan' («El ventilador de la prisión emplumada», 1978) realizada para su película Die Eintänzer.
Muchas de las obras de Horn también exploran las ambigüedades en la idea de lentes. Uno creería que una gran lente tintada existe para la protección y la cubierta, pero tiene también el efecto de llamar la atención sobre la persona o figura que hay detrás. La paradoja de mirar por fuera y hacia atrás se explora en su instalación para Taipei 101, Diálogo entre el yin y el yang (2002). La obra establece interacciones entre los espectadores, el medio ambiente y la escultura al usar binoculares y espejos para sugerir las Yin y yang|energías pasiva y activa.Material colocado públicamente, Planta 89, Taipéi

### Poesía y dibujo
También escribe poesía. En muchas ocasiones su poesía ha inspirado su obra. Le enseñó a dibujar su institutriz rumana y se obsesionó con el dibujo como forma de expresión porque no era tan limitadora -ha explicado- como el lenguaje oral. Vivir en Alemania después de la Segunda Guerra Mundial afectó en gran medida al gusto que tomó por el dibujo.

«No podíamos hablar alemán. Los alemanes eran odiados. Teníamos que aprender francés e inglés. Siempre estábamos viajando a otros lugares, hablando otro idioma. Pero tenía una institutriz rumana que me enseñó a dibujar. No tuve que dibujar en alemán o francés o inglés. Sólo podía dibujar».

### Cine
Inspirada por las obras de Franz Kafka y Jean Genet y las películas de Luis Buñuel y Pier Paolo Pasolini dirigió varias películas: Die Eintänzer (1978), La Ferdinanda: Sonata for a Medici Villa, y Buster's Bedroom.  En todas las películas muestra su obsesión con el cuerpo imperfecto y el equilibrio entre la figura y los objetos. También ha colaborado con Jannis Kounellis y produjo algunas películas, incluyendo el film Buster's Bedroom (1990) con Donald Sutherland.

## Publicaciones
- HORN, Rebecca, AHRENS, Carsten, COOKE, Lynne, VON DRATHEN, Doris, FERGUSON, Bruce W., HAENLEIN, Carl, SCHMIDT, Katharina (1997) The Glance of Infinity  Zürich (Zúrich): Scalo Verlag, and Kestner Gesellschaft, Hannover. ISBN 3931141667